# 巴西黏滑光鼻鯰
巴西黏滑光鼻鯰，為輻鰭魚綱鯰形目毛鼻鯰科的其中一種。分布於南美洲Mucuje河及Paraguacu河流域，本魚尾鰭圓或截形，觸鬚延伸超過胸鰭的後緣，外部的列上頜骨前與末梢部具不重疊的齒骨齒；延伸至下顎齒骨冠突基底的齒骨齒，下唇連續，體長可達5.1公分。